# Fernitz-Mellach
Fernitz-Mellach é um município da Áustria, situado no distrito de Graz-Umgebung, na estado da Estíria. Tem 20,51 km² de área e sua população em 2019 foi estimada em 4.813 habitantes.